# Mitchell (Nebraska)
Mitchell è un comune degli Stati Uniti d'America, situato in Nebraska, nella contea di Scotts Bluff.